# Lijst van voetbalinterlands Noorwegen - Oostenrijk
Deze lijst van voetbalinterlands is een overzicht van alle officiële voetbalwedstrijden tussen de nationale teams van Noorwegen en Oostenrijk. De landen hebben tot op heden veertien keer tegen elkaar gespeeld. De eerste ontmoeting werd gespeeld op 1 juli 1912 in Stockholm (Zweden) tijdens de Olympische Spelen. Het laatste duel, een groepswedstrijd tijdens de UEFA Nations League 2024/25, vond plaats in Linz op 13 oktober 2024.

## Wedstrijden
| №  | Plaats    | Datum             | Competitie                  | Wedstrijd              | Uitslag |
| -- | --------- | ----------------- | --------------------------- | ---------------------- | ------- |
| 1  | Stockholm | 1 juli 1912       | OS 1912                     | Oostenrijk − Noorwegen | 1 − 0   |
| 2  | Wenen     | 30 mei 1954       | Vriendschappelijk           | Oostenrijk − Noorwegen | 5 − 0   |
| 3  | Oslo      | 20 mei 1959       | EK 1960 kwalificatie        | Noorwegen − Oostenrijk | 0 − 1   |
| 4  | Wenen     | 23 september 1959 | EK 1960 kwalificatie        | Oostenrijk − Noorwegen | 5 − 2   |
| 5  | Oslo      | 22 juni 1960      | Vriendschappelijk           | Noorwegen − Oostenrijk | 1 − 2   |
| 6  | Oslo      | 20 augustus 1978  | EK 1980 kwalificatie        | Noorwegen − Oostenrijk | 0 − 2   |
| 7  | Wenen     | 29 augustus 1979  | EK 1980 kwalificatie        | Oostenrijk − Noorwegen | 4 − 0   |
| 8  | Oslo      | 31 mei 1989       | Vriendschappelijk           | Noorwegen − Oostenrijk | 4 − 1   |
| 9  | Wenen     | 17 april 1991     | Vriendschappelijk           | Oostenrijk − Noorwegen | 0 − 0   |
| 10 | Wenen     | 20 november 2002  | Vriendschappelijk           | Oostenrijk − Noorwegen | 0 − 1   |
| 11 | Oslo      | 4 september 2020  | UEFA Nations League 2020/21 | Noorwegen − Oostenrijk | 1 − 2   |
| 12 | Wenen     | 18 november 2020  | UEFA Nations League 2020/21 | Oostenrijk − Noorwegen | 1 − 1   |
| 13 | Oslo      | 9 september 2024  | UEFA Nations League 2024/25 | Noorwegen − Oostenrijk | 2 − 1   |
| 14 | Linz      | 13 oktober 2024   | UEFA Nations League 2024/25 | Oostenrijk − Noorwegen | 5 − 1   |

## Samenvatting
| Competitie          | Totaal gespeeld | Winst Noorwegen | Gelijk | Winst Oostenrijk | Doelsaldo Noorwegen – Oostenrijk |
| ------------------- | --------------- | --------------- | ------ | ---------------- | -------------------------------- |
| EK-kwalificatie     | 4               | 0               | 0      | 4                | 2 − 12                           |
| UEFA Nations League | 4               | 1               | 1      | 2                | 5 − 9                            |
| Olympische Spelen   | 1               | 0               | 0      | 1                | 0 − 1                            |
| Vriendschappelijk   | 5               | 2               | 1      | 2                | 6 − 8                            |
| Totaal              | 14              | 3               | 2      | 9                | 13 − 30                          |

## Details

### Tiende ontmoeting
| Vriendschappelijk (Wenen, Oostenrijk, 20 november 2002): |       |                  |
| Oostenrijk | 0 – 1 | Noorwegen        |
| | goals | 81' Pa-Modou Kah |
| - Debuut van Thomas Mandl, Jürgen Macho, Anton Ehmann, Alen Orman en Matthias Dollinger voor Oostenrijk. - Debuut van Erik Holtan, Torjus Hansén en Brede Hangeland voor Noorwegen. |       |                  |

NFF · A-internationals · Selecties · Bondscoaches · Noors vrouwenelftal · Olympisch elftal · Noorwegen U21 · Noorwegen U20 · Noorwegen U19 · Noorwegen U18 · Noorwegen U17 · Noorwegen U16 · Vrouwen U17
1908 – 1919 ·
1920 – 1929 ·
1930 – 1939 ·
1940 – 1949 ·
1950 – 1959 ·
1960 – 1969 ·
1970 – 1979 ·
1980 – 1989 ·
1990 – 1999 ·
2000 – 2009 ·
2010 – 2019 ·
2020 − 2029
EK 2000
WK 1938 ·
WK 1994 ·
WK 1998
OS 1912 · 
OS 1920 · 
OS 1936 · 
OS 1952 · 
OS 1984
1908 ·
1909 ·
1910 ·
1911 ·
1912 · 
1913 · 
1914 · 
1915 · 
1916 · 
1917 · 
1918 · 
1919 · 
1920 · 
1921 · 
1922 · 
1923 · 
1924 · 
1925 · 
1926 · 
1927 · 
1928 · 
1929 · 
1930 · 
1931 · 
1932 · 
1933 · 
1934 · 
1935 · 
1936 · 
1937 · 
1938 · 
1939 · 
1940 – 1944 · 
1945 · 
1946 · 
1947 · 
1948 · 
1949 · 
1950 · 
1952 · 
1952 · 
1953 · 
1954 · 
1955 · 
1956 · 
1957 · 
1958 · 
1959 · 
1960 · 
1961 · 
1962 · 
1963 · 
1964 · 
1965 · 
1966 · 
1967 · 
1968 · 
1969 · 
1970 · 
1971 · 
1972 · 
1973 · 
1974 · 
1975 · 
1976 · 
1977 · 
1978 · 
1979 · 
1980 · 
1981 · 
1982 · 
1983 · 
1984 · 
1985 · 
1986 · 
1987 · 
1988 · 
1989 · 
1990 ·
1991 · 
1992 · 
1993 · 
1994 · 
1995 · 
1996 · 
1997 · 
1998 · 
1999 · 
2000 · 
2001 · 
2002 · 
2003 · 
2004 · 
2005 · 
2006 · 
2007 · 
2008 · 
2009 · 
2010 · 
2011 · 
2012 · 
2013 · 
2014 · 
2015 · 
2016 · 
2017 · 
2018 ·
2019 ·
2020 ·
2021 ·
2022 ·
2023 ·
2024
Albanië ·
Argentinië ·
Armenië ·
Australië ·
Azerbeidzjan ·
Bahrein ·
België ·
Bermuda ·
Bosnië en Herzegovina ·
Brazilië ·
Bulgarije ·
China ·
Colombia ·
Costa Rica ·
Cyprus ·
Denemarken ·
DDR ·
Duitsland ·
Egypte ·
Engeland ·
Estland ·
Faeröer ·
Finland ·
Frankrijk ·
Georgië ·
Ghana ·
Gibraltar ·
Grenada ·
Griekenland ·
Guatemala ·
Honduras ·
Hongarije ·
Hongkong ·
Ierland ·
IJsland ·
Israël ·
Italië ·
Jamaica ·
Japan ·
Joegoslavië ·
Jordanië ·
Kameroen ·
Kazachstan ·
Koeweit ·
Kosovo ·
Kroatië ·
Letland ·
Litouwen ·
Luxemburg ·
Malta ·
Marokko ·
Mexico ·
Moldavië ·
Montenegro ·
Nederland ·
Nieuw-Zeeland ·
Nigeria ·
Noord-Ierland ·
Noord-Korea ·
Noord-Macedonië ·
Oekraïne ·
Oman ·
Oostenrijk ·
Panama ·
Paraguay ·
Polen ·
Portugal ·
Qatar ·
Roemenië ·
Rusland ·
Saarland ·
San Marino ·
Saoedi-Arabië ·
Schotland ·
Senegal ·
Servië ·
Servië en Montenegro ·
Singapore ·
Slovenië ·
Slowakije ·
Sovjet-Unie ·
Spanje ·
Thailand ·
Trinidad en Tobago ·
Tsjechië ·
Tsjecho-Slowakije ·
Tunesië ·
Turkije ·
Uruguay ·
Verenigde Arabische Emiraten ·
Verenigde Staten ·
Verenigd Koninkrijk ·
Wales ·
Wit-Rusland ·
Zuid-Afrika ·
Zuid-Korea ·
Zweden ·
Zwitserland
ÖFB · A-internationals · Selecties · Bondscoaches · Oostenrijks vrouwenelftal · Olympisch elftal · Oostenrijk U21 · Oostenrijk U20 · Oostenrijk U19 · Oostenrijk U18 · Oostenrijk U17 · Oostenrijk U16 · Vrouwen U17
1902 – 1919 ·
1920 – 1929 ·
1930 – 1939 ·
1940 – 1949 ·
1950 – 1959 ·
1960 – 1969 ·
1970 – 1979 ·
1980 – 1989 ·
1990 – 1999 ·
2000 – 2009 ·
2010 – 2019 ·
2020 – 2029
EK's: 2008 · 
2016 · 
2020 · 
2024
WK's: 1934 · 
1954 · 
1958 · 
1978 · 
1982 · 
1990 · 
1998
OS: 1912 ·
1936 ·
1948 ·
1952
1902 · 
1903 · 
1904 · 
1905 · 
1906 · 
1907 · 
1908 · 
1909 · 
1910 · 
1911 · 
1912 · 
1913 · 
1914 · 
1915 · 
1916 · 
1917 · 
1918 · 
1919 · 
1920 · 
1921 · 
1922 · 
1923 · 
1924 · 
1925 · 
1926 · 
1927 · 
1928 · 
1929 · 
1930 · 
1931 · 
1932 · 
1933 · 
1934 · 
1935 · 
1936 · 
1937 · 
1938 · 1939 · 1940 · 1941 · 1942 · 1943 · 1944 · 1945 · 
1946 · 
1947 · 
1948 · 
1949 · 
1950 · 
1952 · 
1952 · 
1953 · 
1954 · 
1955 · 
1956 · 
1957 · 
1958 · 
1959 · 
1960 · 
1961 · 
1962 · 
1963 · 
1964 · 
1965 · 
1966 · 
1967 · 
1968 · 
1969 · 
1970 · 
1971 · 
1972 · 
1973 · 
1974 · 
1975 · 
1976 · 
1977 · 
1978 · 
1979 · 
1980 · 
1981 · 
1982 · 
1983 · 
1984 · 
1985 · 
1986 · 
1987 · 
1988 · 
1989 · 
1990 ·
1991 · 
1992 · 
1993 · 
1994 · 
1995 · 
1996 · 
1997 · 
1998 · 
1999 · 
2000 · 
2001 · 
2002 · 
2003 · 
2004 · 
2005 · 
2006 · 
2007 · 
2008 · 
2009 · 
2010 · 
2011 · 
2012 · 
2013 · 
2014 · 
2015 · 
2016 · 
2017 · 
2018 · 
2019 · 
2020 · 
2021 ·
2022
Albanië ·
Algerije ·
Andorra ·
Argentinië ·
Azerbeidzjan ·
België ·
Bosnië en Herzegovina ·
Brazilië ·
Bulgarije ·
Canada ·
Chili ·
Costa Rica ·
Cyprus ·
Denemarken ·
DDR ·
Duitsland ·
Egypte ·
Engeland ·
Estland ·
Faeröer ·
Finland ·
Frankrijk ·
Georgië ·
Ghana ·
Griekenland ·
Hongarije ·
Ierland ·
IJsland ·
Iran ·
Israël ·
Italië ·
Ivoorkust ·
Japan ·
Joegoslavië ·
Kameroen ·
Kazachstan ·
Kroatië ·
Letland ·
Liechtenstein ·
Litouwen ·
Luxemburg ·
Malta ·
Moldavië ·
Montenegro ·
Nederland ·
Nigeria ·
Noord-Ierland ·
Noord-Macedonië ·
Noorwegen ·
Oekraïne ·
Paraguay ·
Peru ·
Polen ·
Portugal ·
Roemenië ·
Rusland ·
San Marino ·
Schotland ·
Servië ·
Slovenië ·
Slowakije ·
Sovjet-Unie ·
Spanje ·
Trinidad en Tobago ·
Tsjechië ·
Tsjecho-Slowakije ·
Tunesië ·
Turkije ·
Uruguay ·
Venezuela ·
Verenigde Staten ·
Wales ·
Wit-Rusland ·
Zweden ·
Zwitserland
Algerije (1982) · 
Chili (1982) · 
Duitsland (2008) · 
Frankrijk (1982) · 
Hongarije (2016) · 
Italië (2021) · 
Kroatië (2008) · 
Nederland (2021) · 
Noord-Ierland (1982) · 
Noord-Macedonië (2021) · 
Oekraïne (2021) · 
Polen (2008) ·  
Portugal (2016) · 
West-Duitsland (1982)